# Frans Pourbus el Vell

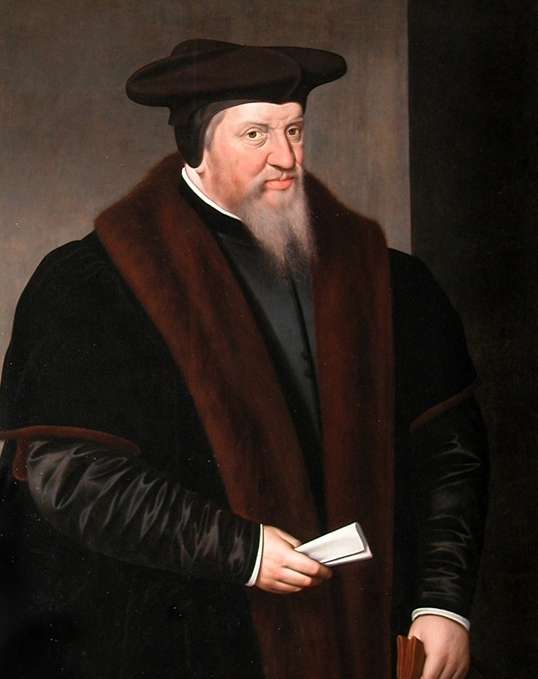
Viglius van Aytta, estadista i jurista neerlandès, Musée du Louvre.

Frans Pourbus el Vell (Bruges 1545 - Anvers, 1581), va ser un pintor renaixentista flamenc.
Fill del pintor Pieter Pourbus, va començar la seva formació artística al costat del seu pare, però el 1562 va passar al taller de Frans Floris a Anvers i en 1569 va ser admès com a mestre a la guilda de Sant Lluc de la ciutat. Aquell mateix any va contreure matrimoni amb una neboda del seu mestre.
Actiu principalment a Anvers, encara que potser va viatjar a Itàlia, que potser quedés en mer projecte, i viure algun temps a Gant, Frans Pourbus I és conegut fonamentalment pels seus retrats, de colors més clars que els del seu mestre, però també per la seva dedicació a la pintura religiosa. A aquest gènere pertany una de les seves obres més cèlebres, l'anomenat Tríptic Viglius, pintat per encàrrec de Viglius van Aytta per al seu enterrament a la catedral de Sant Bavó de Gant, signat i datat el 1571. A la taula central, amb la Disputa de Crist entre els doctors, va situar en primer pla els retrats de Carles I i Felip II amb el del donant, conseller de tots dos, i el seu propi autoretrat.
El seu fill, anomenat Frans Pourbus el Jove va seguir l'ofici patern.